# Oncopeltus guttaloides
Oncopeltus guttaloides är en insektsart som beskrevs av Slater 1964. Oncopeltus guttaloides ingår i släktet Oncopeltus och familjen fröskinnbaggar. Inga underarter finns listade i Catalogue of Life.